# Dona'm cine
Dona'm cine és un concurs de curtmetratges realitzats per dones, d'abast internacional, que se celebra cada dos anys a través d’internet. Va néixer el 2010 per iniciativa d'Entrepobles, associació de cooperació i solidaritat internacional i la productora Doble Banda. Està adreçat a totes aquelles dones que vulguin expressar-se a través del llenguatge audiovisual amb una perspectiva feminista per tal de reivindicar i celebrar la importància de les mirades de dones orientades cap a la transformació social en el món audiovisual. Se celebra bianualment a través d'Internet i aspira a contribuir en la construcció d’una societat amb més justícia social, inclusiva i solidària, que garanteixi els drets humans i l'equitat de gènere entre dones, identitats dissidents i homes, a través de l’audiovisual com a eina per a la transformació social.
Al llarg de les cinc edicions, s'hi han inscrits més de quatre-cents curtmetratges, motiu pel qual s'ha consolidat com la plataforma de creativitat i cultura en línia que dona cabuda a un cinema poc habitual en les plataformes o indústries. S'hi atorguen tres premis: el premi del Jurat; el premi Berta Càceres que s'atorga des de la tercera edició, el qual posa el focus en les dones activistes i defensores dels drets de humans i dels béns comuns de la naturalesa, i el premi del Públic, en el qual totes les obres seleccionades se sotmeten a votació popular a través de la pàgina web del concurs.